# Mokrzko (gromada)
Mokrzko (alt. Mokrzko Dolne; pod koniec Mokrsko Dolne) – dawna gromada, czyli najmniejsza jednostka podziału terytorialnego Polskiej Rzeczypospolitej Ludowej w latach 1954–1972.
Gromady, z gromadzkimi radami narodowymi (GRN) jako organami władzy najniższego stopnia na wsi, funkcjonowały od reformy reorganizującej administrację wiejską przeprowadzonej jesienią 1954 do momentu ich zniesienia z dniem 1 stycznia 1973, tym samym wypierając organizację gminną w latach 1954–1972.
Gromadę Mokrzko z siedzibą GRN w Mokrzku (Dolnym) (w obecnym brzmieniu: Mokrsko Dolne) utworzono – jako jedną z 8759 gromad na obszarze Polski – w powiecie jędrzejowskim w woj. kieleckim, na mocy uchwały nr 13b/54 WRN w Kielcach z dnia 29 września 1954. W skład jednostki weszły obszary dotychczasowych gromad Mokrzko Dolne, Mokrzko Górno, Kotlice i Brus ze zniesionej gminy Raków w tymże powiecie. Dla gromady ustalono 17 członków gromadzkiej rady narodowej.
1 stycznia 1969 gromadę Mokrsko Dolne zniesiono  a jej obszar włączono do gromad Raków (wieś Brus) i Sobków (wsie Kotlice, Mokrsko Dolne, Mokrsko Górne i Wólka Kawęcka).